# Éva Fahidi
Éva Fahidi   (Debrecen, 22 d'octubre de 1925 - Budapest, 11 de setembre de 2023) va ser una escriptora hongaresa i una de les darreres supervivents de l'Holocaust. Va sobreviure a la deportació als camps de concentració nazis d'Auschwitz i Buchenwald.

## Biografia
Éva Fahidi va créixer en el si d'una família jueva hongaresa a Debrecen. El maig de 1944 va ser deportada amb la seva família al camp de concentració d'Auschwitz on el metge de les SS Josef Mengele la va triar per a treballs forçats. Al camp hi van morir la seva germana, la seva mare i el seu pare.
Després del seu alliberament el 1945, va tornar a Hongria i es va unir al Partit Hongarès dels Treballadors per a construir una societat millor. Gràcies al seu coneixement de les llengües alemanya, anglesa i francesa va ser la responsable del comerç exterior de la indústria de l'acer del seu país.
Com altres supervivents de l'Holocaust, va romandre en silenci durant 45 anys fins que va començar a escriure sobre les circumstàncies de la seva experiència vital. El 2004 va visitar el Museu d'Auschwitz–Birkenau. El 2015, va assumir el paper protagonista d'una obra que representa la seva vida traduïda al llenguatge universal de la dansa. Al març de 2019, l'obra es va representar tant al teatre Vígszínház de Budapesta com a l'estranger. A més, va rodar un documental sobre el naixement de l'obra titulat L'eufòria d'existir.
Els seus llibres tracten de la dignitat, el respecte, l'amor i el comportament humà que, com Fahidi demostra amb el seu exemple, es poden preservar fins i tot en les situacions més desesperades.

## Obra publicada
- Anima Rerum – A Dolgok Lelke (2005)
- Die Seele der Dinge (2011)
- A Dolgok Lelke (2015)
- A Szerelem Alanya és Tárgya (2019)